# Yukoniidae
A Yukoniidae a háromkaréjú ősrákok (Trilobita) osztályának az Agnostida rendjéhez, ezen belül az Eodiscina alrendjéhez tartozó család.

## Rendszerezés
A családba az alábbi nemek tartoznak:
- Alaskadiscus
- Egyngolia
- Ekwipagetia
- Hebediscina
- Lenadiscus
- Yukonia
- Yukonides